# IC 2552
IC 2552 ist eine linsenförmige Galaxie vom Hubble-Typ E/SB0 im Sternbild Antila am Südsternhimmel, die schätzungsweise 125 Millionen Lichtjahre von der Milchstraße entfernt ist.
Das Objekt wurde am 1. Mai 1900 von DeLisle Stewart entdeckt.